# Agamemnon Imbert
Pour les articles homonymes, voir Imbert.
Agamemnon Imbert est un homme politique français né le 28 juillet 1835 à Bourg-Saint-Andéol (Ardèche) et mort le 4 septembre 1914 à Asnières (Hauts-de-Seine).

## Biographie
Ancien élève de l'École des arts et métiers (Aix, 1850), il est ingénieur dans une usine métallurgique de Saint-Chamond. Conseiller municipal en 1867, il est député de la Loire de 1885 à 1889, siégeant à gauche, sur les bancs opportunistes.

## Sources
- « Agamemnon Imbert », dans Adolphe Robert et Gaston Cougny, Dictionnaire des parlementaires français, Edgar Bourloton, 1889-1891 [détail de l’édition]
- Jean Jolly (dir.), Dictionnaire des parlementaires français, Presses universitaires de France